# Mięsień odwodziciel palca małego (ręka)

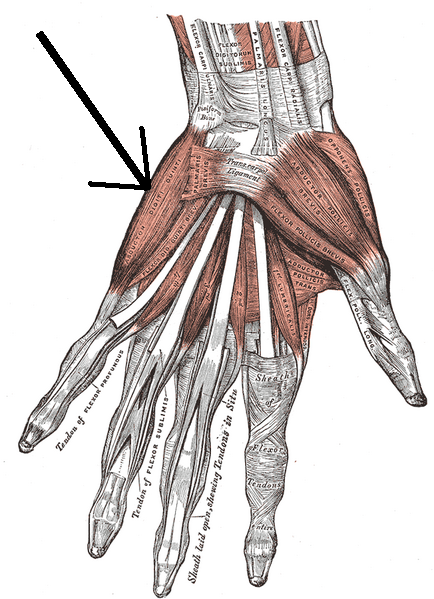
Mięsień odwodziciel palca małego oznaczony strzałką

Mięsień odwodziciel palca małego (łac. musculus abductor digiti minimi) – w anatomii człowieka największy mięsień małego palca zlokalizowany w powierzchownej warstwie kłębika (kłębu palca V). Przebiega od kości grochowatej, więzadła grochowato-haczykowego i troczka zginaczy do łokciowej strony paliczka bliższego palca małego.
Unaczyniony jest przez gałąź dłoniową głęboką od tętnicy łokciowej, a unerwiony przez gałąź głęboką nerwu łokciowego.
Mięsień ten odwodzi mały palec w stawie śródręczno-paliczkowym; przy wyprostowanym palcu zgina w stawie śródręczno-paliczkowym i prostuje w obu stawach międzypaliczkowych.